# Izabela Duda
Izabela Duda Hildrum, född 30 januari 1979 i Knurów, är en polsk tidigare handbollsspelare (niometersspelare).

## Karriär

### Klubblagsspel
Izabela Dudas moderklubb är Unia Knurów, under åren 1996-2000 uppträdde hon för Sośnica Gliwice och vann två gånger den polska ligan (1996 och 1999). Åren 2000-2004 var hon spelare i Kolporter Kielce, säsongen 2004-2005 började hon som spelare av Gościebii Sułkowice, men i december 2004 flyttade hon till klubben Vive Kielce. År 2006 blev hon spelare i norska Storhamar Håndball. Efter den första säsongen i  andraligan, befordrades hon till den högsta divisionen med Storhamar. År 2008 vann hon bronsmedalj i det norska mästerskapet, hon vann också ligans skytteliga 2008. Från januari 2009 till slutet av säsongen 2008-2009 spelade hon inte på grund av en skada. Hösten 2009 återvände hon i spel, men från oktober 2009 till oktober 2010 gjorde hon uppehåll  igen i samband med graviditet och barnafödande. Från 2011 till 2015 var hon spelare i Oppsal IF. År 2012 hjälpte hon Oppsal att vinna division 1 och gå upp i Postenligan. I Oppsal vann hon åter skytteligan säsongen 2012-2013. En av sina bästa matcher gjorde hon mot gamla klubben Storhamar då hon stod för 17 (!) mål när Oppsal vann med 37-21. Hon blev också vald till årets spelare 2012-2013 i norska Postenligan. Efter 2013 signerade hon ett nytt tvåårskontrakt med Oppsal IF. Men efter fyra säsonger i Oppsal skar det sig med klubben 2015. Från 2015 till 2017 spelade hon för klubben Levanger HK, innan hon avslutade spelarkarriären.

### Landslagsspel
Duda debuterade i det polska landslaget den 4 mars 2000 i en vänskapsmatch mot Spanien. Hon spelade sedan EM 2006 (8:e plats) och i VM 2007 (11:e plats). Hennes sista match i Polens landslag var den 30 november 2008 i VM-kvalet mot Island. Totalt spelade hon i det polska landslaget 76 gånger och gjorde 181 mål.